# سورانا كريستيا
سورانا ميشيل كريستيا (بالرومانية: Sorana Cîrstea)‏ (مواليد 7 أبريل 1990) لاعبة كرة مضرب محترفة من رومانيا وبحسب تاريخ 28 يناير 2013 فانها تحتل المركز 30 في تصنيف رابطة محترفات التنس وهي بذلك تكون أعلى لاعبة مضرب رومانية في هذا التصنيف.

## روابط خارجية
- سورانا كريستيا على موقع رابطة محترفات التنس (الإنجليزية)
- سورانا كريستيا على موقع الاتحاد الدولي لكرة المضرب (الإنجليزية)
- سورانا كريستيا على موقع كأس بيلي جين كينغ (الإنجليزية)
- سورانا كريستيا على موقع بطولة ويمبلدون (الإنجليزية)
- سورانا كريستيا على موقع خلاصة التنس.كوم (الإنجليزية)
- سورانا كريستيا على موقع اللجنة الأولمبية الدولية (الإنجليزية)
- سورانا كريستيا على موقع أوليمبيديا (الإنجليزية)